# 向原 (東大和市)
向原（むこうはら）は、東京都東大和市の町名。現行行政地名は向原一丁目から向原六丁目。郵便番号207-0013。

## 地理
東大和市の南西部に位置する。東から時計回りに、東大和市清原、東大和市新堀、小平市栄町、小平市小川町、東大和市桜が丘、東大和市南街、東大和市中央、東大和市仲原、に隣接する。

### 河川
- 野火止用水

## 交通

### 鉄道
| 隣接する街区の駅                 |
| -------------------------------- |
| 西武拝島線 - 東大和市駅（SS 32） |

### バス
- 西武バス立川営業所…周辺の路線を運行している。

### 道路
- 青梅街道
- 中央通り
- 用水北通り
- ゆりのき通り
- ハミングロード

## 施設

### 向原一丁目
- 上仲原公園

### 向原三丁目
- 向原中央公園
- 東大和市向原市民センター